# 허니멀타운
허니멀타운(아제르바이잔어: Heyvan Şəhəri : HanimalTown)은 아제르바이잔 성인용 애니메이션이다. 산리오나  우움 또는 몬도 미디어에 제작하였다.
영국에서는 18세 이상 관람가로 방영 (폭력, 피, 유혈, 욕설, 죽음)